# Mała Góra (Góra)
Mała Góra – przysiółek wsi Góra w Polsce położony w województwie opolskim, w powiecie opolskim, w gminie Niemodlin.
Miejscowość wchodzi w skład sołectwa Góra.
W latach 1975–1998 miejscowość administracyjnie należała do ówczesnego województwa opolskiego.